# خوان باوتيستا كابرال
خوان باوتيستا كابرال (بالإسبانية: Juan Bautista Cabral)‏ هو جندي أرجنتيني، ولد في 1789 في Saladas, Corrientes ‏ في الأرجنتين، وتوفي في 3 فبراير 1813 في San Lorenzo, Santa Fe ‏ في الأرجنتين.
1. ↑  "Escuela de Suboficiales del Ejército "Sargento Cabral"" (بالإنجليزية). Retrieved 2024-07-19.
2. ↑  "Sargento Cabral, el correntino hijo de esclavos que murió por salvar a San Martín en el combate de San Lorenzo" (بالإسبانية). 24 de junio de 2023. Retrieved 19 يوليو 2024. {{استشهاد ويب}}: تحقق من التاريخ في: |publication-date= (help)